# 佩尔沃埃尔季利农村居民点
佩尔沃埃尔季利农村居民点（俄语：Первоэртильское сельское поселение）是俄罗斯联邦沃罗涅日州埃尔季利区所属的一个农村居民点。其下辖有11个居民点，行政中心为佩尔沃埃尔季利。据2016年统计，该农村居民点的人口为1216人。